# Damery (Marne)
Damery é uma comuna francesa na região administrativa do Grande Leste, no departamento de Marne. Estende-se por uma área de 15.44 km², e possui 1.407 habitantes, segundo o censo de 2018, com uma densidade de 91 hab/km².